# صالح‌الدین بدلی‌شاه
الامین الکریم سلطان صالح‌الدین ابن المرحوم سلطان بدلی‌شاه (جاوی:الأمین الکریم سلطان صالح الدین ابن المرحوم سلطان بدلی شاه؛ زادهٔ ۳۰ آوریل ۱۹۴۲) بیست و نهمین سلطان کداح است که در پی مرگ برادر ناتنی بزرگترش، عبدالحلیم معظم شاه، در سال ۲۰۱۷ بر مسند قدرت قرار گرفت.
به عنوان پسر چهارم المرحوم سلطان بدلی‌شاه، طی گذر دوران سربازی تا رسیدن بر تخت سلطنت، هرگز انتظار نداشت تا به مقام سلطانی دست یابد. ولی با درگذشت برادر بزرگتر خود، تونکو انور، ناگهان مسیر رسیدن به تاج و تخت برای او هموار گردید و در نهایت وارث بعدی سلطنت شد.

## زندگی‌نامه
سلطان صالح‌الدین (با نام بدو تولد تونکو محمود صالح‌الدین)  در ایستانا آناک بوکیت، الور ستار، کداح بدنیا آمد و رشد کرد‌. او نهمین فرزند از بین چهارده فرزند سلطان بدلی‌شاه، بیست و هفتمین سلطان کداح بود که مادرش، سلطانه اسماء دختر سلطان سلیمان بود.